# Вали Гранд (Алабама)
Вали Гранд (енгл. Valley Grande) град је у америчкој савезној држави Алабама. По попису становништва из 2010. у њему је живело 4.020 становника. Статус града је добио почетком 2003.

## Демографија
Према попису становништва из 2010. у граду је живело 4.020 становника.
| Група             | 2010.         |
| Белци             | 3.016 (75,0%) |
| Афроамериканци    | 924 (23,0%)   |
| Азијати           | 15 (0,4%)     |
| Хиспаноамериканци | 21 (0,5%)     |
| Укупно            | 4.020         |